# گلدن رتریور

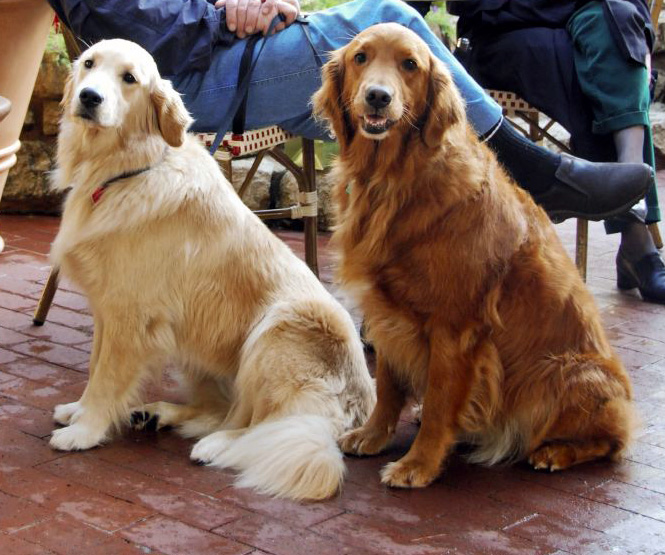
سگ‌های یابنده طلایی در رنگ‌های بسیار گوناگونی وجود دارند.

گُلدِن رِتریوِر (به انگلیسی: Golden Retriever) در فارسی به معنی سگ یابنده طلایی، نژادی از سگ از گونه سگ ورزشی است. از مشخصه‌های اخلاقی این نژاد می‌توان به مهربانی، و هوش و استعداد بالا اشاره کرد. گلدن رتریور دارای جثه متوسط است و در رنگ‌های گوناگون از طیف رنگ‌های کرم و طلایی یافت می‌شود.
لایهٔ بیرونی موها در این نژاد، پوشش خز ضدآب و لایهٔ زیرین آن أنبوه و پرپشت است. موها در قسمت پشتی پاها، پهلوها، زیرشکم، کپل‌ها، سینه و دم بلندتر و صاف است. دارای سر پهن و عضلانی و دندان‌های منظم است. بینی سیاه دارد و چشم‌هایش گرد و فندقی و به رنگ قهوه‌ای و مشکی یافت می‌شود. گوش‌هایی به اندازه متوسط و آویزان، گردنی ماهیچه‌ای و سینه‌ای فراخ دارد. دمش بلند و دارای پوشش موهایی صاف و پرچمی است و هرگز به صورت فر خورده نیست.

## دربارهٔ گلدن رتریور
زادگاه اولیه و اصالت سگ‌های گلدن ریتریور به کشور اسکاتلند برمی‌گردد. در سال ۱۹۱۳ در انگلستان و در ۱۹۳۲ در ایالات متحده به رسمیت شناخته شد و اکنون دومین نژاد پرطرفدار در ایالات متحده است. سگی است پر محبت، فعال و باهوش و استعداد آموختن زیادی دارد. در رده‌بندی باهوش‌ترین نژادهای سگ جهان در بین بیش از ۱۳۰ نژاد، در ردهٔ چهارم قرار گرفته است (پس از بوردر کولی، پودل و ژرمن شپرد). همیشه مهربان و خنده‌رو است و رفتار خیلی آرام و مهربانی با کودکان دارند. به همین دلیل یکی از نژادهای بسیار پرطرفدار در بین خانواده‌های آمریکایی است. سگ‌هایی باوفا و مشتاق برای بازی کردن صاحبانشان هستند. این سگ بسیار مهربان است و میل بسیاری به جلب رضایت صاحبش دارد. آموزش‌پذیر است. با غریبه‌ها، بچه‌ها و سایر سگ‌ها رفتاری دوستانه دارد و ذاتاً خوی تهاجمی ندارد. این نژاد خصوصیات کودکانه و بازیگوشی خود را تا سه یا چهار سالگی حفظ می‌کند که این موضوع هم شیرینی و هم دردسرهای خاص خود را برای صاحبان آنها در پی دارد. کم سر و صداست. دیدبان خوبی است و ورود غریبه‌ها را با واق زدن اطلاع می‌دهد، ولی بخاطر خلق و خوی مهربان و دوستانه اش، روی مهارتهای نگهبانی اش به هیچ عنوان نمی‌توان حساب کرد. در عین حال ویژگیهای مراقبتی را به‌خوبی می‌آموزد و حتی می‌تواند مراقب نابینایان باشد (در ایالات متحده به سگ نابینایان شهره است). مهارت در بازآوردن شکار برای شکارچی دارد. شناگر بسیار ماهری است و در برخی کشورها نیز عضو نیروی پلیس مواد مخدر برای کشف محمولات ممنوعه است.

## وزن و ارتفاع
- وزن: در نرها: (۲۷–۳۶) ک. گ، در ماده‌ها: (۲۵–۳۲) ک. گ
- ارتفاع: در نرها: (۵۶–۶۱) س. م، در ماده‌ها: (۵۱–۵۶) س. م

## ویژگی‌ها
گلدن رتریور یک نژاد اندازه‌متوسط از نژاد سگ‌های ورزشی و بسیار قوی است. به عنوان یک سگ با شجره‌نامهٔ پرورش ریشه‌دار و به دلیل محبوبیت گسترده آن، برخی از تغییرات منطقه‌ای در این نژاد پدید آمده است؛ بنابراین، سه زیرگروه گلدن رتریور نشانگر تغییرات معمولی در ابعاد و پوشش است. با این وجود، همه گلدن‌ها به رنگ بلوند، زرد یا طلایی هستند و همه زیرگروه‌ها مستعد ابتلا به مشکلات بهداشتی یکسانی هستند. این نژاد معمولاً بین ۱۰ تا ۱۲ سال عمر می‌کند.

## مشکلات سلامتی
مستعد برای بیماری‌های لگن و همچنین عفونت چشمی است. مشکلات و نارسائی‌های قلبی و همچنین آلرژی پوست نیز در این نژاد نسبتاً شایع است که در صورت مشاهده باید سریعاً به دامپزشک مراجعه کرد. متأسفانه مرگ و میر ناشی از سرطان (عمدتاً سرطان استخوان و سرطان لنفوم) در این نژاد بیشتر دیده می‌شود.

## فعالیت بدنی
گلدن رتریور به فعالیت و ورزش روزانه نیاز دارد (چهل الی شصت دقیقه) و به شدت علاقه دارد که توپ یا اسباب بازی‌های پرتاب شده را باز بیاورد؛ بنابراین ورزش دادن او چندان سخت نخواهد بود و یک همبازی دوست داشتنی برای صاحب خویش است. این نژاد عاشق خوردن است و اگر در این خصوص کنترل نشود، به سرعت چاق و فربه می‌شود. به همین دلیل باید به اندازه کافی تحرک و ورزش روزانه داشته باشد.

## نگارخانه

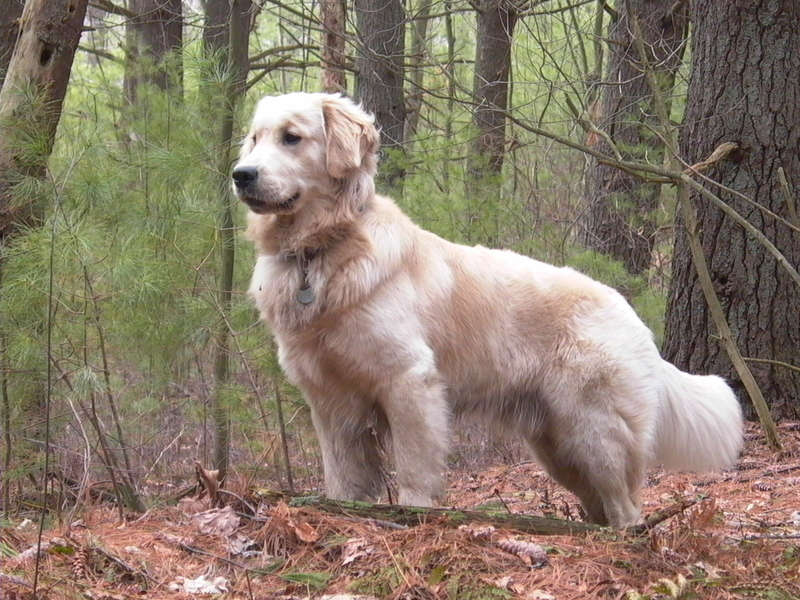
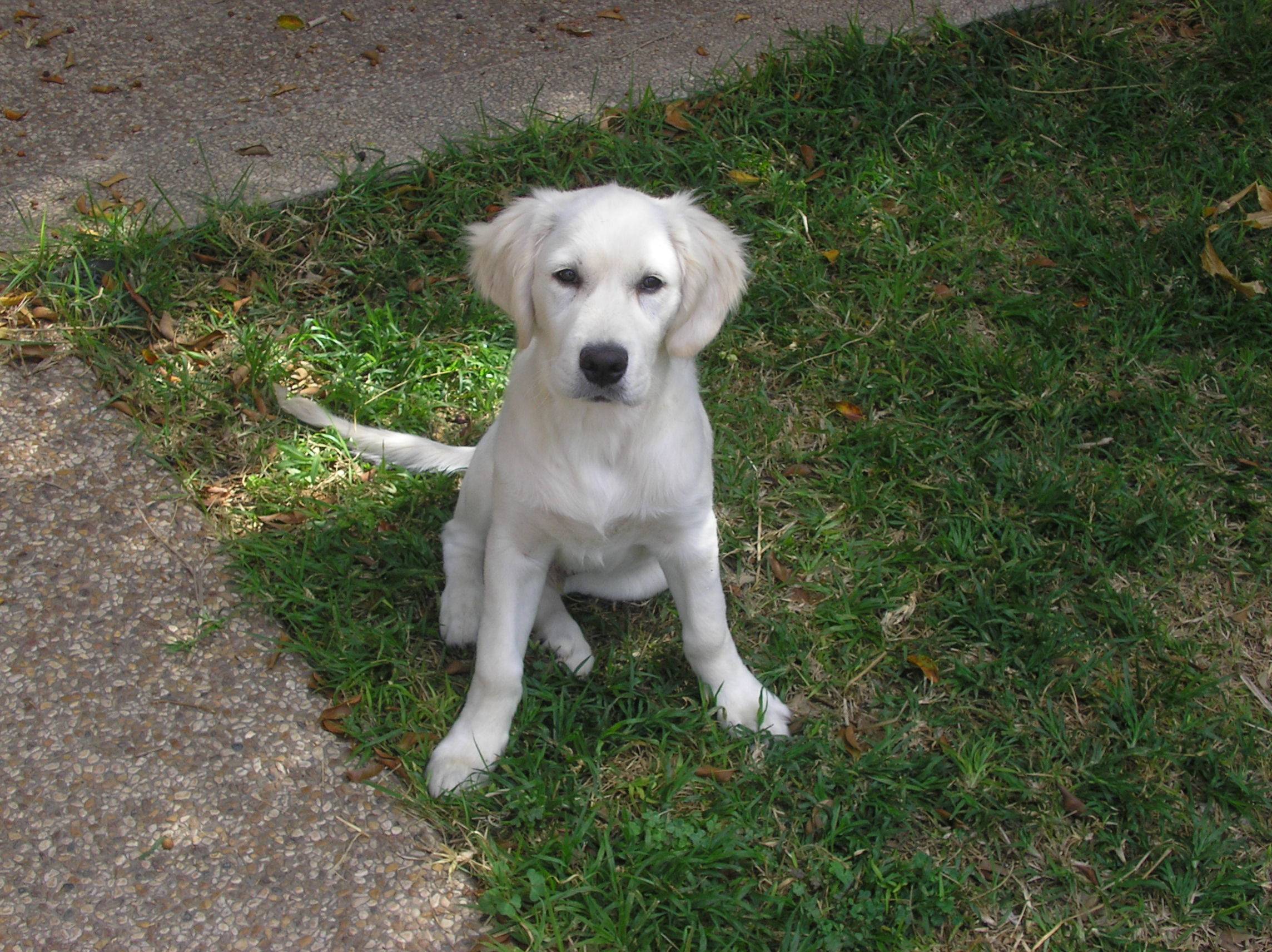
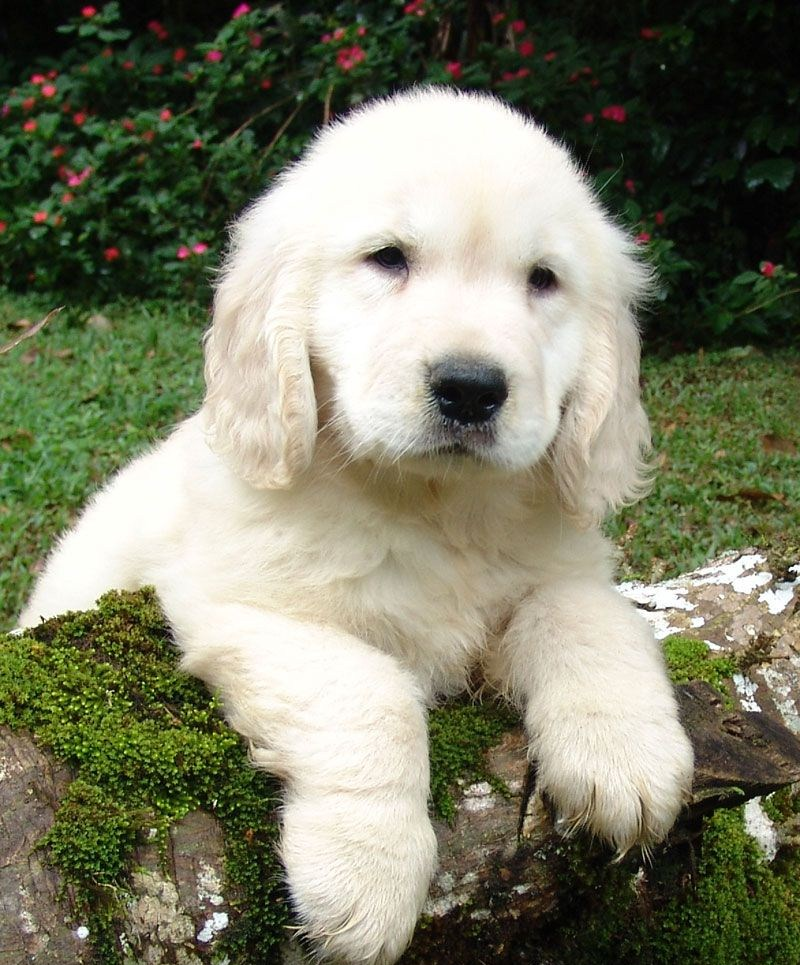
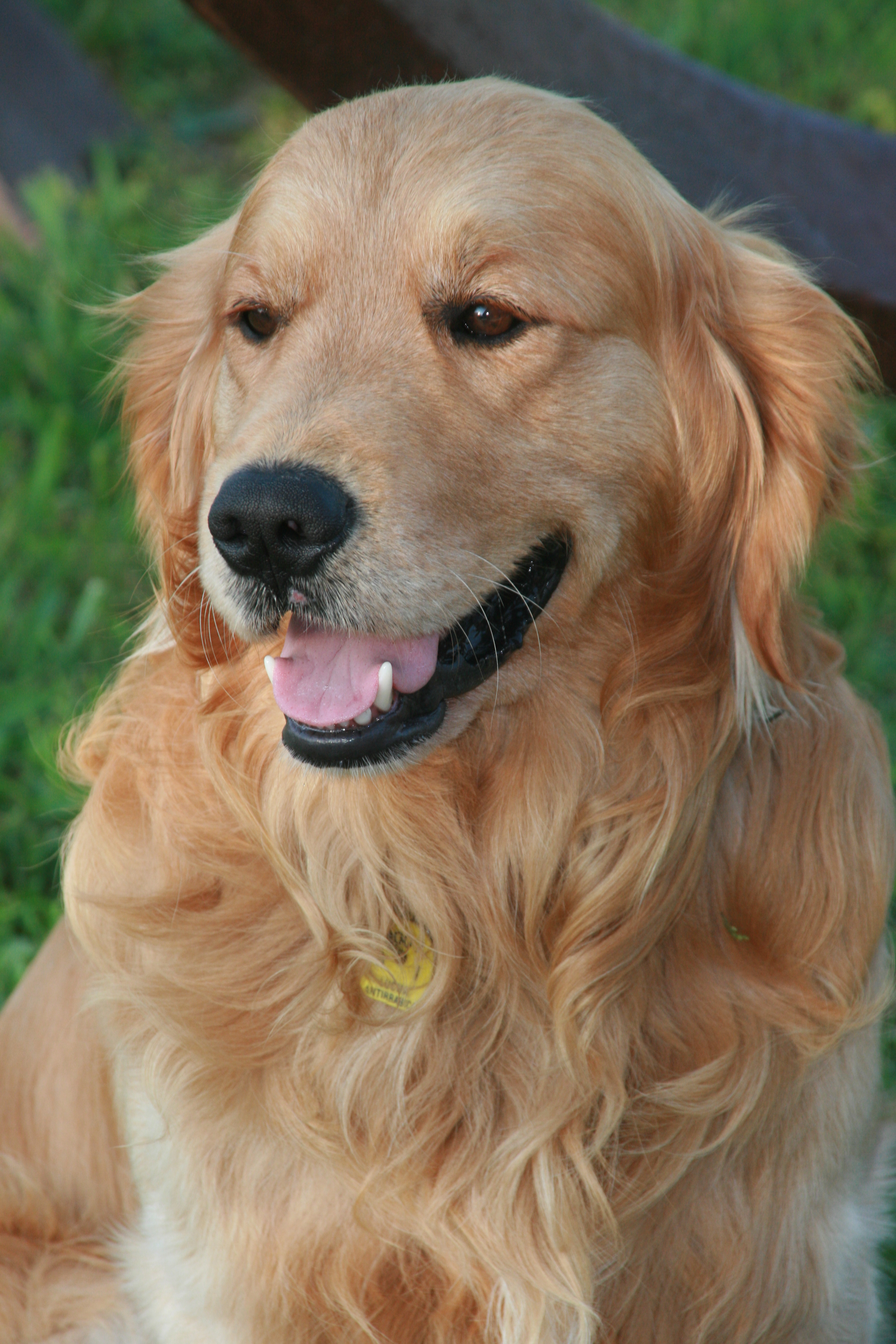
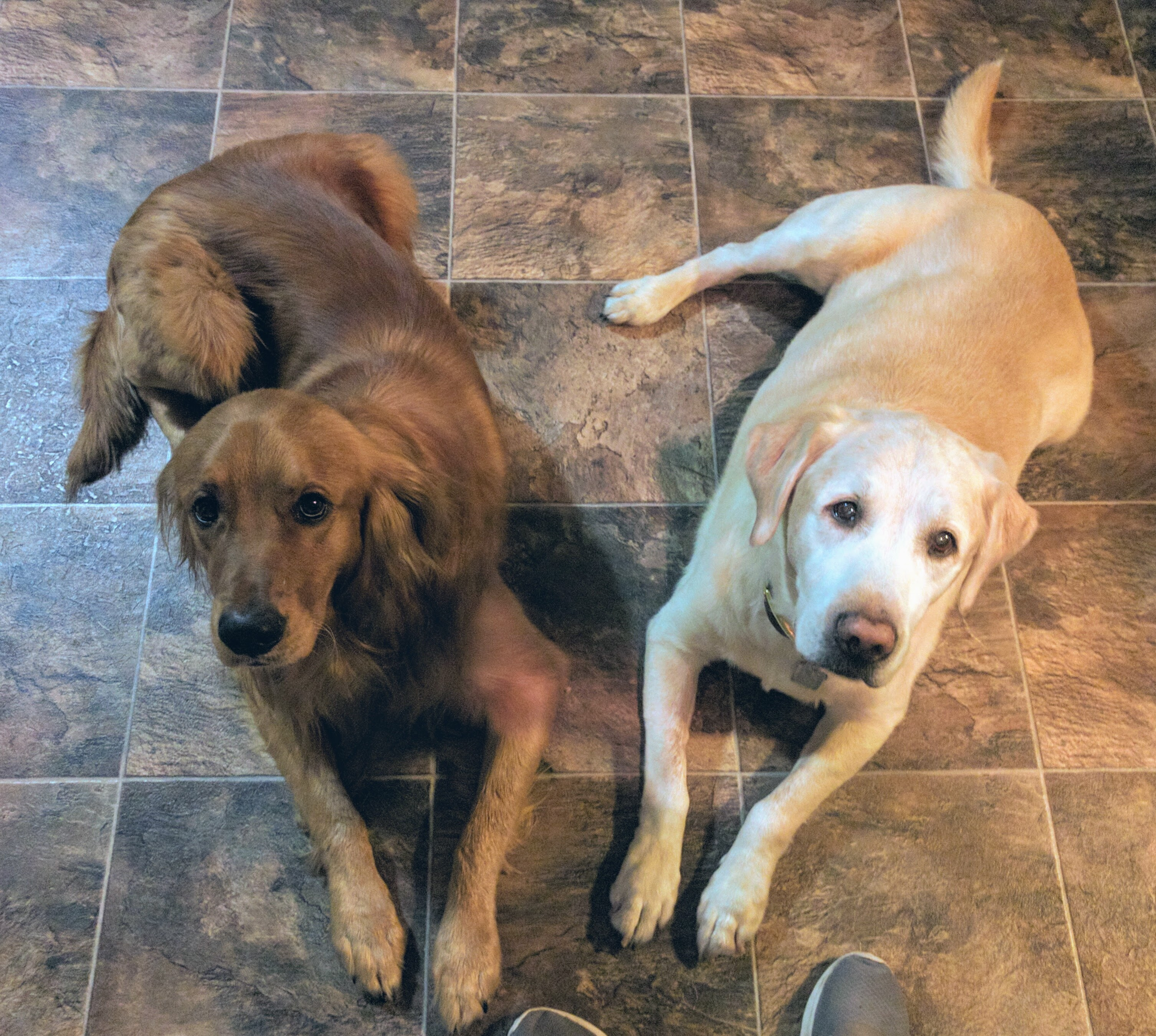
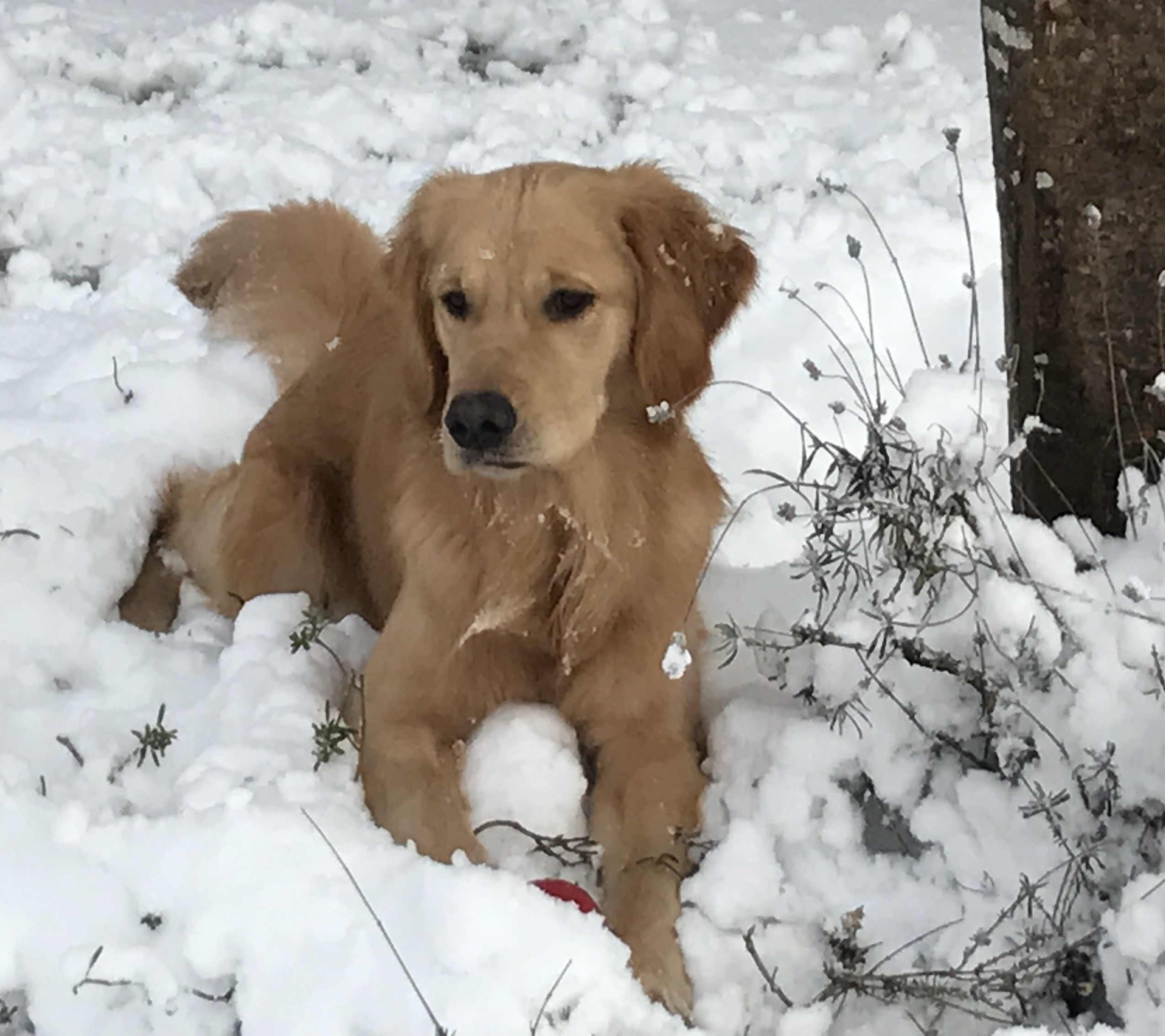
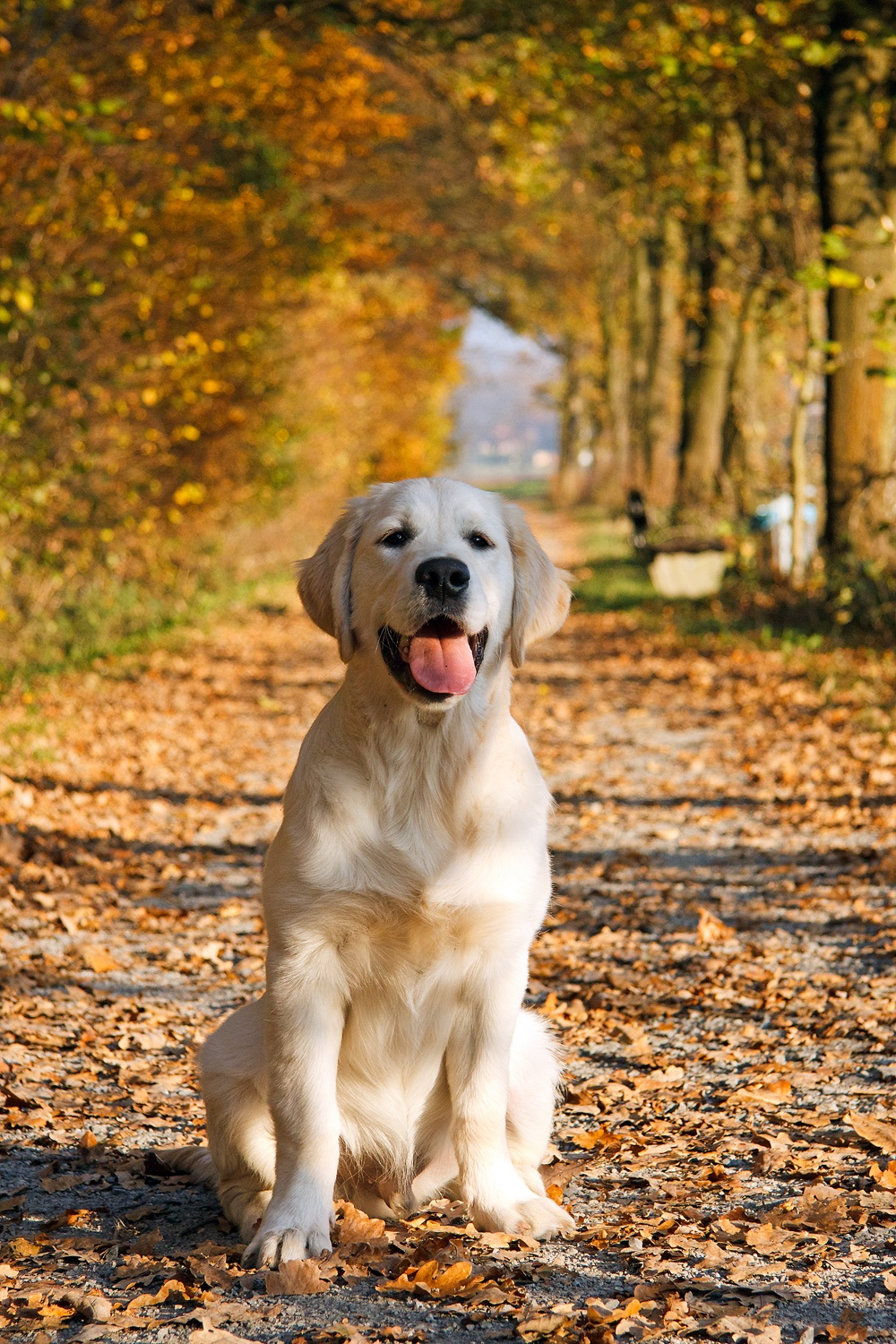